# عبد الهادي إكوت
عبد الهادي إكُّوت هو فنان وعازف أمازيغي مغربي. يعزف على البانجو وهو قائد مجموعة إزنزارن السوسية.

## مسيرته الفنية
ولد عبد الهادي سنة 1955 في مدينة إنزكان وهو الثاني من بين ثلاثة أشقاء. انتقلت الأسرة إلى منطقة الدشيرة الجهادية حيث تعلم الغناء والعزف على البانجو.
بعد لقاء عبد العزيز الشامخ و مجموعة من الأعضاء المؤسسين لي مجموعة إزنزن قاد عبد الهادي ظاهرة تزنزارت في ظل الظاهرة الغيوانية التي جاءت بها مجموعة ناس الغيوان.